# Development Cup
Development Cup je turnaj národních družstev v ledním hokeji, který je určen pro týmy, jejichž národní hokejové federace jsou členy IIHF a nezúčastní se v daném roce turnaje Mistrovství světa. O vzniku turnaje bylo rozhodnuto na kongresu IIHF v Moskvě v květnu 2016.

## Muži

### Přehled turnajů
| Ročník | Rok  | Pořadatel                        | Účast                            | 1. místo                         | 2. místo                         | 3. místo                         | 4. místo                         | 5. místo                         | 6. místo                         |                                  |
| ------ | ---- | -------------------------------- | -------------------------------- | -------------------------------- | -------------------------------- | -------------------------------- | -------------------------------- | -------------------------------- | -------------------------------- | -------------------------------- |
| 1.     | 2017 | Canillo                          | 4                                | Maroko                           | Irsko                            | Portugalsko                      | Andorra                          | Ne                               | Ne                               |                                  |
| 2.     | 2018 | Füssen                           | 4                                | Makedonie                        | Portugalsko                      | Irsko                            | Andorra                          | Ne                               | Ne                               |                                  |
| Ne     | 2019 | Zrušeno pro nedostatek účastníků | Zrušeno pro nedostatek účastníků | Zrušeno pro nedostatek účastníků | Zrušeno pro nedostatek účastníků | Zrušeno pro nedostatek účastníků | Zrušeno pro nedostatek účastníků | Zrušeno pro nedostatek účastníků | Zrušeno pro nedostatek účastníků | Zrušeno pro nedostatek účastníků |
| Ne     | 2020 | Zrušení z důvodu COVID-19        | Zrušení z důvodu COVID-19        | Zrušení z důvodu COVID-19        | Zrušení z důvodu COVID-19        | Zrušení z důvodu COVID-19        | Zrušení z důvodu COVID-19        | Zrušení z důvodu COVID-19        | Zrušení z důvodu COVID-19        | Zrušení z důvodu COVID-19        |
| Ne     | 2021 | Zrušení z důvodu COVID-19        | Zrušení z důvodu COVID-19        | Zrušení z důvodu COVID-19        | Zrušení z důvodu COVID-19        | Zrušení z důvodu COVID-19        | Zrušení z důvodu COVID-19        | Zrušení z důvodu COVID-19        | Zrušení z důvodu COVID-19        | Zrušení z důvodu COVID-19        |
| 3.     | 2022 | Füssen                           | 6                                | Kolumbie                         | Lichtenštejnsko                  | Irsko                            | Alžírsko                         | Andorra                          | Portugalsko                      |                                  |
| 4.     | 2023 | Bratislava                       | 5                                | Lichtenštejnsko                  | Argentina                        | Kolumbie                         | Irsko                            | Portugalsko                      | Ne                               |                                  |
| 5.     | 2024 | Bratislava                       | 6                                | Irsko                            | Portugalsko                      | Kolumbie                         | Argentina                        | Řecko                            | Brazílie                         |                                  |
| 6.     | 2025 | Canillo                          | 6                                | Portoriko                        | Lichtenštejnsko                  | Portugalsko                      | Řecko                            | Brazílie                         | Andorra                          |                                  |

### Přehled účastí
Přehled zobrazuje účast hokejových reprezentací na mužských turnajích Development Cup. Žádná z těchto reprezentací nehrála od roku 2017 mistrovství světa.
| Země              | 17 | 18 | 22 | 23 | 24 | 25 |
| ----------------- | -- | -- | -- | -- | -- | -- |
| Maroko            | 1  | Ne | Ne | Ne | Ne | Ne |
| Severní Makedonie | Ne | 1  | Ne | Ne | Ne | Ne |
| Kolumbie          | Ne | Ne | 1  | 3  | 3  | Ne |
| Lichtenštejnsko   | Ne | Ne | 2  | 1  | Ne | 2  |
| Irsko             | 2  | 3  | 3  | 4  | 1  | Ne |
| Portoriko         | Ne | Ne | Ne | Ne | Ne | 1  |
| Portugalsko       | 3  | 2  | 6  | 5  | 2  | 3  |
| Argentina         | Ne | Ne | Ne | 2  | 4  | Ne |
| Andorra           | 4  | 4  | 5  | Ne | Ne | 6  |
| Alžírsko          | Ne | Ne | 4  | Ne | Ne | Ne |
| Řecko             | Ne | Ne | Ne | Ne | 5  | 4  |
| Brazílie          | Ne | Ne | Ne | Ne | 6  | 5  |

## Ženy

### Přehled turnajů
| Rok  | Pořadatel     | Účast | 1. místo | 2. místo    | 3. místo | 4. místo | 5. místo | 6. místo |
| ---- | ------------- | ----- | -------- | ----------- | -------- | -------- | -------- | -------- |
| 2022 | Kuvajt        | 6     | Kolumbie | Lucembursko | Kuvajt   | SAE      | Irsko    | Andorra  |
| 2023 | Krynica-Zdrój | 4     | Kolumbie | Argentina   | Írán     | Irsko    | Ne       | Ne       |

### Přehled účastí
Přehled zobrazuje účast hokejových reprezentací na ženských turnajích Development Cup. Žádná z těchto reprezentací nehrála od roku 2022 mistrovství světa.
| Země        | 22 | 23 |
| ----------- | -- | -- |
| Kolumbie    | 1  | 1  |
| Lucembursko | 2  | Ne |
| Argentina   | Ne | 2  |
| Kuvajt      | 3  | Ne |
| Írán        | Ne | 3  |
| SAE         | 4  | Ne |
| Irsko       | 5  | 4  |
| Andorra     | 6  | Ne |